# Birger Halvorsen
Birger Halvorsen (19 febbraio 1905 – 7 settembre 1976) è stato un altista norvegese. Ai primi campionati europei di atletica leggera, tenutisi a Torino nel 1934, conquistò la medaglia d'argento nel salto in alto con la misura di 1,97 m. Fu anche quattro volte campione norvegese di questa specialità tra il 1931 e il 1934.

## Palmarès
| Anno | Manifestazione | Sede   | Evento        | Risultato | Prestazione | Note |
| ---- | -------------- | ------ | ------------- | --------- | ----------- | ---- |
| 1934 | Europei        | Torino | Salto in alto | Argento   | 1,97 m      |      |

## Campionati nazionali
- 4 volte campione norvegese assoluto del salto in alto (dal 1931 al 1934)